# Josua Lindahl
Johan Harald Josua Lindahl, född 1 januari 1844 i Kungsbacka, död 19 april 1912 i Chicago, var en svensk-amerikansk zoolog.
Lindahl blev student vid Lunds universitet 1863, filosofie kandidat 1872 och filosofie doktor 1874. Han deltog som zoolog 1870 i brittiska Porcupine-expeditionen för djuphavsundersökningar i Atlanten och Medelhavet och 1871 i den av Vetenskapsakademien utsända expeditionen till Grönland. Han var den förste zoolog, som sysselsatte sig med djuphavsfaunan i arktiska regionen.
Åren 1872–1875 tjänstgjorde Lindahl på Naturhistoriska riksmuseet i Stockholm och utnämndes sistnämnda år till docent i zoologi i Lund. Han var samma år sekreterare vid svenska delegationen till den geografiska kongressen och utställningen i Paris och 1876 i liknande egenskap anställd i svenska kommissariatet vid världsutställningen i Philadelphia.
Lindahl bosatte sig därefter i Förenta staterna och var 1878–1888 professor i naturvetenskap vid Augustana College i Rock Island, Illinois, 1888–1893 statsgeolog och intendent vid Illinois Natural History Museum i Springfield, Illinois, och 1895–1906 direktör vid det naturhistoriska museet och biblioteket i Cincinnati, Ohio. Från 1906 var han chef för en teknisk-kemisk fabrik i Chicago.
Lindahl skrev vetenskapliga avhandlingar lärda samfunds publikationer, översatte delar av Alfred Brehms "Thierleben" till svenska (1874–1876) samt redigerade en volym av "Reports of the Geological Survey of Illinois" och nio årgångar av "The Journal of the Cincinnati Society of Natural History".